# أناند بابو
أناند بابو هو ممثل هندي، ولد في 30 أغسطس 1963 في الهند.

## وصلات خارجية
- أناند بابو على موقع IMDb (الإنجليزية)
- أناند بابو على موقع قاعدة بيانات الفيلم (الإنجليزية)